# Časy se mění
Časy se mění (v originále Les Temps qui changent) je francouzský hraný film z roku 2004, který režíroval André Téchiné. Snímek měl světovou premiéru na filmovém festivalu L'Industrie du rêve dne 8. prosince 2004.

## Děj
V Tangeru dohlíží stavební inženýr Antoine na výstavbu sídla televizní stanice, která je konkurentkou Al-Džazíry. Díky tomu potkává novinářku Cécile, do které je stále zamilovaný, přestože ji neviděl už třicet let.

## Obsazení
| Catherine Deneuve | Cécile        |
| Gérard Depardieu  | Antoine Lavau |
| Gilbert Melki     | Natan         |
| Malik Zidi        | Sami          |
| Lubna Azabal      | Nadia / Aïcha |
| Tanya Lopert      | Rachel Meyer  |
| Nabila Baraka     | Nabila        |
| Jabir Elomri      | Saïd          |
| Nadem Rachati     | Bilal         |

## Ocenění
- César: nominace v kategorii nejslibnější herec (Malik Zidi)